# Chirostoma charari
Chirostoma charari är en fiskart som först beskrevs av De Buen, 1945.  Chirostoma charari ingår i släktet Chirostoma och familjen Atherinopsidae. Inga underarter finns listade i Catalogue of Life.